# Fieux
Fieux (okzitanisch: Fieus) ist eine französische Gemeinde mit 327 Einwohnern (Stand 1. Januar 2022) im Département Lot-et-Garonne in der Region Nouvelle-Aquitaine. Sie gehört zum Arrondissement Nérac und zum Kommunalverband Albret Communauté.

## Geografie
Die Gemeinde Fieux liegt 25 Kilometer südwestlich der Stadt Agen und etwa 115 Kilometer südöstlich von Bordeaux im Hügelland zwischen den Flusstälern von Baïse und Auvignon. Das 14,85 km² umfassende Gemeindegebiet ist waldarm und von Äckern und Weiden geprägt. Das Dorf Fieux liegt auf einem langgestreckten Hügel auf 177 m über dem Meer.
Zu Fieux gehören die Ortsteile Mouniols, Labère, Bernès, Petit Peyrot, Roujan, Lascostes, Le Tiradis, Petit, Parguet, Lugnayre, Pouchieux, Château de la Bernèze, Le Hauret, Vignes des Pelats, Larrouy, Tréau, Hourtuc, Coulon, L’Auvignon, La Paillargue, Graudas, Mias, Mousties, Le Harau, Bourgade, Hauquet, Larqué, Lasselle Bouy, Sabathé, Hontettes, Bernachot, Lassalle, Lenhante, Sarros, Haut Berger, Pisson, Périssé, Mesté Rampnd, Guichard, Claverie, Fontarranque, Lanne, Malet, L’Oustaou Naou, La Prade, Larroudé, Le Piquet, Autièges, Le Bourdieu, La Bordeneuve, Cap del Bosc, Labaste, Le Bedat, Gimbeau, Garlies, Poudepé, La Honblanque, Brisconvielle, Moulia de Haut, Pugnéron, Larrat, Le Hauret, Caussourt, Clavé, Liguet und Moulia de Bas.
Nachbargemeinden von Fieux sind Calignac im Norden, Saumont im Nordosten, Nomdieu im Osten, Francescas im Süden, Lasserre im Südwesten sowie Nérac im Nordwesten.

## Bevölkerungsentwicklung
| Jahr      | 1962 | 1968 | 1975 | 1982 | 1990 | 1999 | 2011 | 2021 |
| Einwohner | 325  | 327  | 255  | 293  | 308  | 274  | 337  | 337  |

Im Jahr 1856 wurde mit 762 Bewohnern die bisher höchste Einwohnerzahl ermittelt. Die Zahlen basieren auf den Daten von cassini.ehess und INSEE.

## Sehenswürdigkeiten
- Château de Fieux
- Kirche Saint-Pierre und Saint-Paul

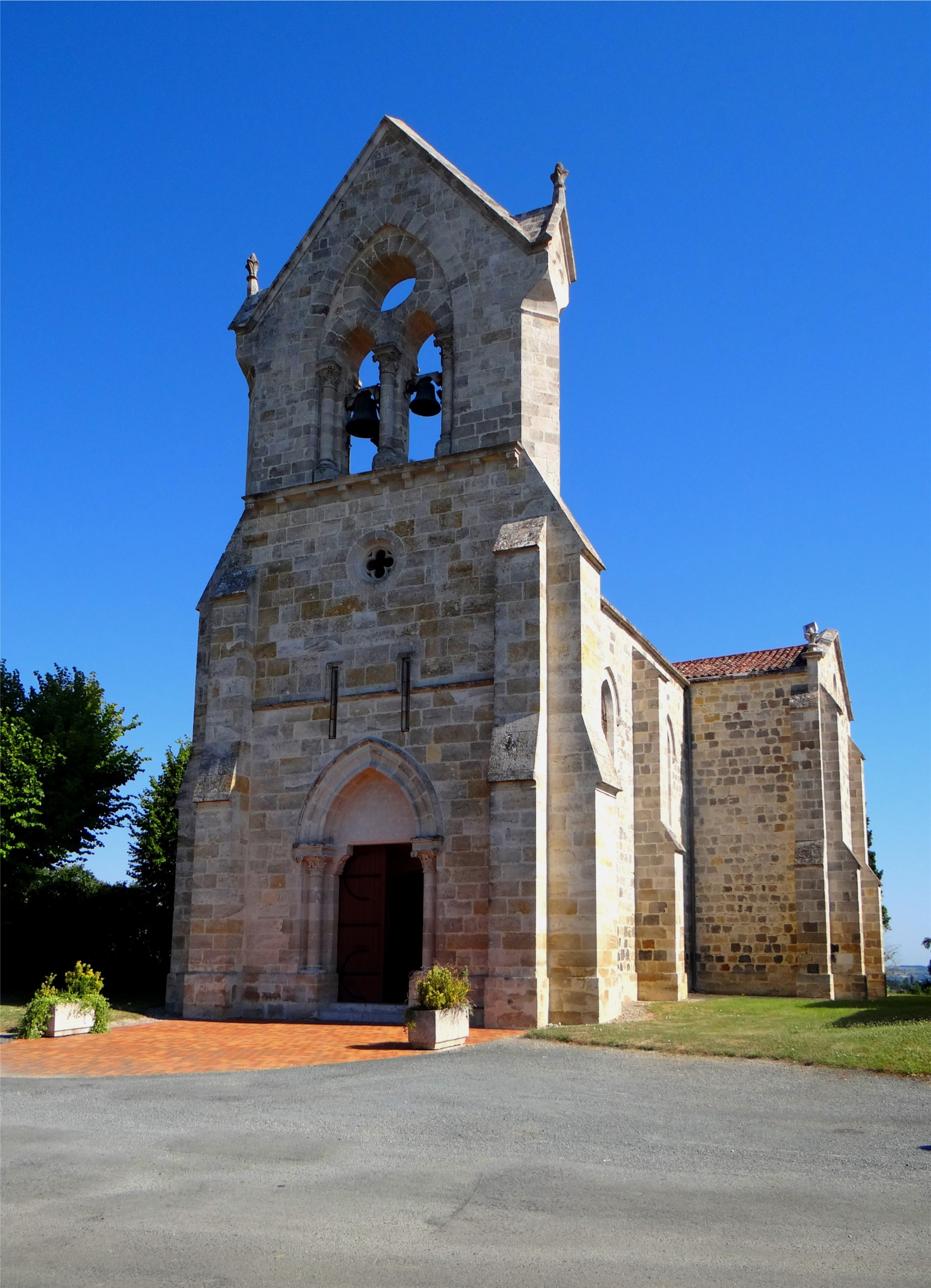
Kirche Saint-Pierre und Saint-Paul

## Wirtschaft und Infrastruktur
In Fieux sind 32 Landwirtschaftsbetriebe ansässig (Getreide- und Gemüseanbau, Obstplantagen, Rinderzucht).
Fieux liegt abseits der überregional wichtigen Verkehrsströme. In der 25 Kilometer entfernten Stadt Agen besteht ein Anschluss an die Autoroute A 62 von Bordeaux nach Toulouse.

## Belege
1. ↑  Fieux auf cassini.ehess
2. ↑  Fieux auf INSEE
3. ↑  Landwirtschaftsbetriebe auf annuaire-mairie.fr (französisch)